# دونگه سوخوتنو
دونگه سوخوتنو (به صربی: Donje Suhotno) یک منطقهٔ مسکونی در صربستان است که در الکسیناتس واقع شده‌است. دونگه سوخوتنو ۳۲۰ نفر جمعیت دارد.